# Lunas (Dordogne)
Lunas – miejscowość i gmina we Francji, w regionie Nowa Akwitania, w departamencie Dordogne.
Według danych na rok 1990 gminę zamieszkiwało 297 osób, a gęstość zaludnienia wynosiła 18 osób/km² (wśród 2290 gmin Akwitanii Lunas plasuje się na 883. miejscu pod względem liczby ludności, natomiast pod względem powierzchni na miejscu 678.).